# Никоя (кантон)
Нико́я (исп. Nicoya) — кантон в провинции Гуанакасте Коста-Рики.

## География
Находится на юге центральной части провинции. На юге омывается водами Тихого океана, на северо-востоке охватывает часть береговой линии реки Темписке и залива Никоя. Административный центр — Никоя.

## История
Образован 7 декабря 1848 года. Название получил по полуострову, на котором расположен.

## Округа
Кантон разделён на 7 округов:
1. Никоя
2. Мансьон
3. Сан-Антонио
4. Кебрада-Онда
5. Самара
6. Носара
7. Белен-де-Носарита